# MultiCam

Lo schema di mimetismo MultiCam

Il MultiCam è un moderno schema mimetico sviluppato dalla Crye Associates in collaborazione con l'Esercito degli Stati Uniti d'America, con la finalità di sostituire i vecchi pattern di tipo "Woodland" e "Desert".

## Descrizione
Infatti, il pattern MultiCam ha la capacità di adattarsi a diversi ambienti, apparendo sostanzialmente verde in zone intensamente vegetate e tan in aree desertiche.
Il MultiCam è stato sviluppato studiando le modalità con cui l'occhio umano percepisce l'ambiente circostante. Il pattern è dato da uno sfondo costituito da grandi chiazze di vari colori sfumate tra loro (tan-brown, verde chiaro) e da macchie più piccole (giallo-verdi, marrone chiaro) che interrompono i campi più grandi. Il risultato è che il profilo di un oggetto così colorato tende a fondersi con l'ambiente circostante, rendendo così difficile il riconoscimento della sua sagoma. Materiali all'avanguardia e studio dei colori lo rendono al momento il pattern "all-terrain" più efficace in commercio. Analogo al Multicam è il Multi-Terrain Pattern britannico.

## Utilizzi
Dal 2011 l'esercito americano ha iniziato a dotare diversi reparti di fanteria con la MultiCam, prendendo in considerazione di eliminare completamente la UCP (Universal Camouflage Pattern) in schema digitale di due tonalità di grigio e uno di tan.

## Utilizzatori
- Corea del Sud: Daehanminguk Haegun